# Acantopsis
Acantopsis es un género de peces Cypriniformes de la familia de los cobítidos. Son nativas de Asia.

## Especies
Está conformado por las siguientes especies:
- Acantopsis choirorhynchos (Bleeker, 1854)
- Acantopsis dialuzona Van Hasselt, 1823
- Acantopsis multistigmatus Vishwanath & Laisram, 2005
- Acantopsis octoactinotos Siebert, 1991
- Acantopsis spectabilis (Blyth, 1860)
- Acantopsis thiemmedhi Sontirat, 1999